# Perinaldo
Perinaldo é uma comuna italiana da região da Ligúria, província de Impéria, com cerca de 873 habitantes. Estende-se por uma área de 21 km², tendo uma densidade populacional de 42 hab/km². Faz fronteira com Apricale, Bajardo, Dolceacqua, San Biagio della Cima, Sanremo, Seborga, Soldano, Vallebona.
Perinaldo é uma cidade de 873 habitantes no noroeste da Itália, na região de Liguria, na antiga República de Gênova.

## Demografia
| Variação demográfica do município entre 1861 e 2011                               |
|                                                                                   |
| Fonte: Istituto Nazionale di Statistica (ISTAT) - Elaboração gráfica da Wikipedia |